# Maria José Schuller
Maria José Almeida Schuller (* 13. Februar 1965 in Viseu) ist eine ehemalige portugiesische Volleyball- und Beachvolleyballspielerin.

## Karriere
Maria José Schuller spielte zunächst Hallenvolleyball in einer Schulmannschaft in Porto, mit der sie 1980/81 Jugendlandesmeister wurde. Zwischen 1986 und 1995 wurde sie mit ihrer Mannschaft Boavista Porto fünfmal Portugiesischer Meister. 1994 debütierte sie im Sand und gewann mit ihrer langjährigen Partnerin Cristina Pereira die ersten Beachmeisterschaften ihres Heimatlandes. National waren die beiden auch in den folgenden Jahren konkurrenzlos und gewannen fünf weitere Titel. International waren sie auf der FIVB World Tour und auf europäischen CEV-Turnieren aktiv.
Pereira/Schuller nahmen an drei Weltmeisterschaften und drei Europameisterschaften teil. Bei den Olympischen Spielen 2000 in Sydney schieden die beiden Portugiesinnen im Achtelfinale gegen die Brasilianerinnen Sandra Pires/Adriana Samuel aus.